# Präsidentschaftswahl in Afghanistan 2014

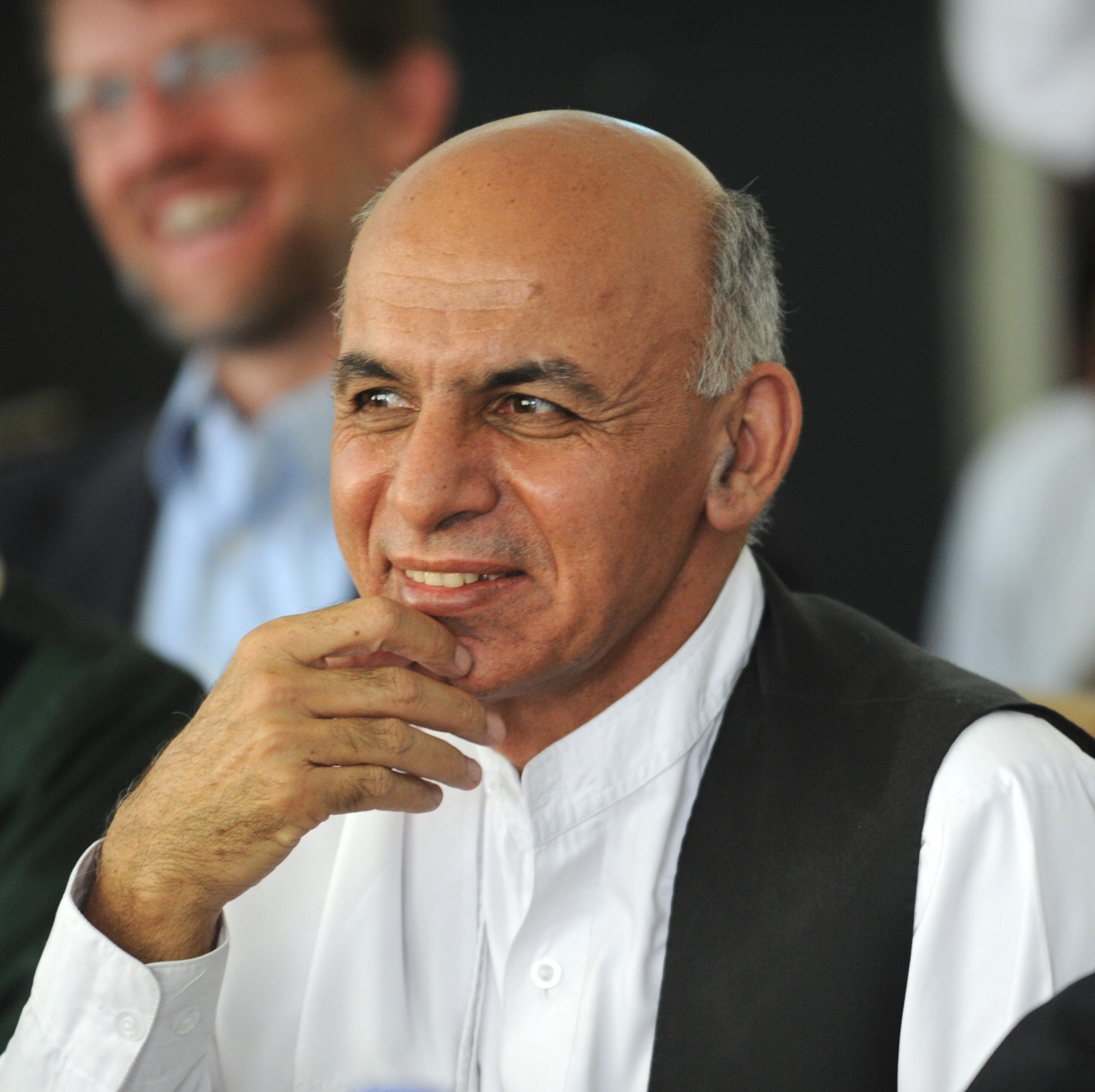
Der Wahlsieger Aschraf Ghani

Die Präsidentschaftswahl in der Islamischen Republik Afghanistan im Jahr 2014 fand am 5. April 2014 statt. Der bisherige Amtsinhaber Hamid Karzai durfte nicht erneut kandidieren, da der Präsident sein Amt nicht mehr als zwei Perioden innehaben darf. Da keiner der Kandidaten im ersten Wahlgang die absolute Mehrheit erreichte, fand am 14. Juni 2014 eine Stichwahl zwischen den beiden bestplatzierten Bewerbern Abdullah Abdullah und Aschraf Ghani statt. Bei dieser Stichwahl erlangte Aschraf Ghani die absolute Mehrheit der Stimmen. Das Ergebnis wurde daraufhin von den Anhängern Abdullahs angezweifelt, die von Wahlbetrug sprachen. Daraufhin wurde erneut ausgezählt. Am 21. September 2014 kam es zu einer Einigung der beiden Kontrahenten, die beinhaltet, dass Aschraf Ghani der Nachfolger Karzais im Präsidentenamt werden wird, während das Amt des Ministerpräsidenten von einem Vertrauensmann Abdullahs besetzt werden soll.
Es war der erste demokratische Machtwechsel in der Geschichte des Landes.

## Kandidaten
Bis zur Frist am 6. Oktober 2013 meldeten sich 27 Kandidaten zur Wahl an. Am 22. Oktober 2013 schloss die Unabhängige Wahlkommission 16 Kandidaten aus. Prognosen im Dezember 2013 favorisierten unter den elf verbleibenden Kandidaten den von der Nationalen Koalition Afghanistans unterstützten zweitplatzierten Kandidaten der Wahl 2009, Abdullah Abdullah mit 25 bis 31 %, und den unabhängigen Aschraf Ghani mit 25 bis 29 % Zustimmung. Als Wunschkandidat des bisherigen Präsidenten Karsai gilt dessen enger Vertrauter Zalmay Rassoul.
Die folgende Liste stellt die elf zur Wahl angenommenen Kandidaten in der Reihenfolge ihres Erscheinens auf dem Stimmzettel dar.
| Präsidentschaftskandidat | Präsidentschaftskandidat             | Partei                       | Kurz-Biografie |
| ------------------------ | ------------------------------------ | ---------------------------- | --- |
|                          | Abdullah Abdullah                    | Nationale Koalition          | Abdullah studierte Medizin in Kabul und war dort als Augenarzt tätig. Er war von 1999 bis 2006 Außenminister Afghanistans, die letzten fünf Jahre davon in der Regierung Karzai. Bei der afghanischen Präsidentschaftswahl 2009 kandidierte er bereits als oppositioneller Kandidat, verzichtete dann aber zugunsten Karsais auf die Teilnahme am zweiten Wahlgang aufgrund von Zweifeln an der Korrektheit des Wahlverfahrens.                                                                                |
|                          | Aschraf Ghani                        | Unabhängiger                 | Durch die kommunistische Machtübernahme in Afghanistan 1979 zur Emigration gezwungen, machte Ghani zunächst Karriere als Wissenschaftler an US-amerikanischen Universitäten und später als Berater bei der Weltbank und anderen internationalen Institutionen. Von 2002 bis 2004 war er Finanzminister Afghanistans. Im Jahr 2009 kandidierte er für die afghanische Präsidentschaft, landete aber weit abgeschlagen bei etwa 3 % der Stimmen.                                                                 |
|                          | Abdul Rasul Sayyaf                   | Islamische Dawa-Organisation | Sayyaf war in den 1980er Jahren Angehöriger der Mudschaheddin und kämpfte gegen die sowjetischen Besatzungstruppen. Er hatte in diesen Jahren auch Kontakte zu radikal-islamischen Organisationen, wie al-Qaida und zu Osama bin Laden. Aus den 1990er Jahren wurden seinen Mudschaheddin wiederholt schwere Menschenrechtsverletzungen vorgeworfen. Trotz ideologischer Differenzen schloss er die von ihm gegründete Dawa-Organisation der gegen die radikal-islamischen Taliban gerichteten Nordallianz an. |
|                          | Zalmay Rassoul                       | Unabhängiger                 | Rassoul ist ein entfernter Verwandter des ehemaligen regierenden afghanischen Königshauses. Er studierte in Paris Medizin und arbeitete einige Jahre wissenschaftlich. Von Januar 2010 bis Oktober 2013 war er Außenminister Afghanistans in der Regierung Karzai. Er trat von seinem Ministeramt zurück, um sich auf den Präsidentschaftswahlkampf zu konzentrieren. |
|                          | Gul Agha Schersai (Mohammad Schafiq) | Unabhängiger                 | Schersaui kämpfte mit den Mudschaheddin gegen die sowjetischen Besatzungstruppen. Er ist ausgebildeter Lehrer. 1992 bis 1994 war er Gouverneur von Kandahar bis zur örtlichen Machtübernahme der Taliban. Seit 1994 ist er Gouverneur der Provinz Nangarhar. Er trat am 2. Oktober 2013 von diesem Posten zurück, um sich dem Präsidentschaftswahlkampf zu widmen. |
|                          | Qutbuddin Hilal                      | Unabhängiger                 | ehemaliger Vize-Premierminister |
|                          | Mohammad Daud Sultanzoy              | Unabhängiger                 | Sultanzoy ist von der Ausbildung her Ingenieur und war früher als Pilot bei der Fluglinie United Airlines beschäftigt. Nach vielen Jahren in den Vereinigten Staaten kehrte er 2001 nach Afghanistan zurück. Dort war er zeitweilig Mitglied des afghanischen Parlaments. |
|                          | Hedayat Amin Arsala                  | Unabhängiger                 | Volkswirt, ehemaliger Finanz- und Außenminister sowie Vize-Präsident |

### Kandidaten, die ihre Kandidatur zurückzogen
Die folgenden drei Personen meldeten zwar ihre Kandidatur an, zogen diese aber vor dem Wahlgang wieder zurück.
| Präsidentschaftskandidat | Präsidentschaftskandidat   | Partei       | Kurz-Biografie |
| ------------------------ | -------------------------- | ------------ | --- |
|                          | Quayum Karzai              | Unabhängiger | Quayum Karzai ist der ältere Bruder des bisherigen Präsidenten Hamid Karzai. Bevor er sich in der afghanischen Politik betätigte, war er als Geschäftsmann in den Vereinigten Staaten aktiv. Er war Mitglied des afghanischen Parlaments, legte jedoch 2008 sein Parlamentsmandat nieder. Er kandidierte bei der Wahl 2014, ohne dabei die Unterstützung seines Bruders Hamid zu haben. Auf Druck seines Bruders beendete er am 6. März 2014 seine Kandidatur und sprach sich für die Wahl Zalmay Rassouls aus. |
|                          | Abdul Rahim Wardak         | Unabhängiger | Wardak ist Offizier und erhielt seine Ausbildung an ägyptischen und US-amerikanischen Militärschulen. Während der Zeit der Besetzung des Landes durch die Sowjetunion schloss er sich den Mudschahedin an. Von 2004 bis 2012 war er Verteidigungsminister in der Regierung Karsai. Am 16. März 2014 erklärte er ohne eine Begründung anzugeben seinen Rückzug von der Kandidatur. |
|                          | Sardar Mohammad Nadir Naim | Unabhängiger | Er ist Enkel des letzten afghanischen Königs Mohammed Sahir Schah, der 1973 abgesetzt wurde. Er wurde zwar in Afghanistan geboren, wuchs aber weitgehend in England auf, wo er auch einen Bachelor-Abschluss in Informatik erlangte. Ende März 2014 gab er seinen Rückzug von der Kandidatur bekannt und rief zur Unterstützung von Zalmai Rassoul auf. |

## Ergebnisse

Absolute und relative Mehrheiten in der ersten Wahlrunde nach Provinzen:

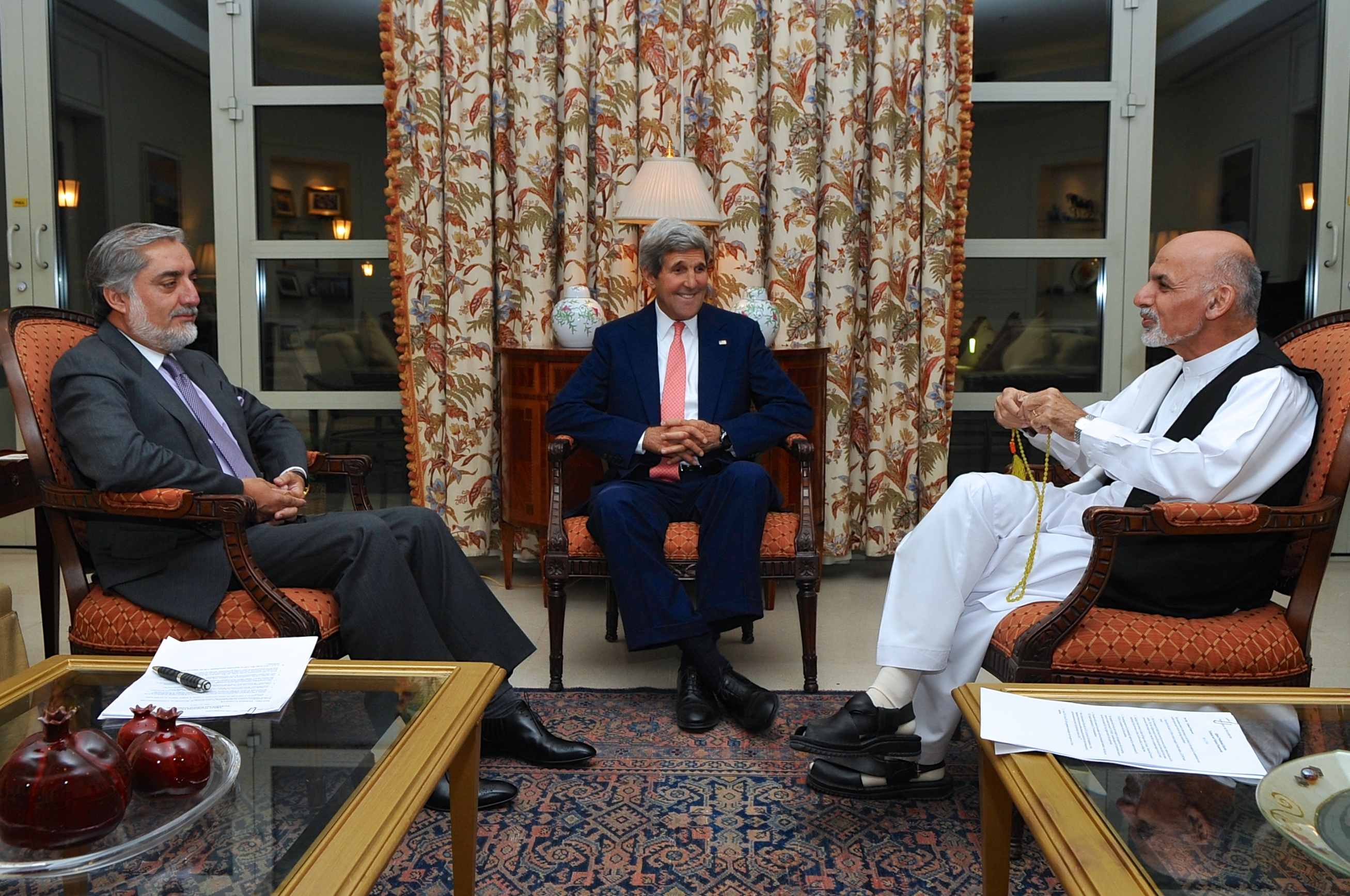
Verhandlungen zwischen den beiden Hauptkontrahenten Abdullah (links im Bild) und Ghani (rechts) unter Vermittlung von John Kerry am 12. Juli 2014

Prozentuale Stimmergebnisse der beiden Hauptkandidaten in der ersten Runde nach Provinzen

Im ersten Wahlgang erreichte keiner der Kandidaten die absolute Mehrheit. Die beiden bestplatzierten Kandidaten waren Abdullah Abdullah (45 %) und Aschraf Ghani (31,6 %). Die regionale Verteilung der Wahlpräferenzen widerspiegelte die ethnische Heterogenität des Landes. Abdullah war ganz überwiegend in den Landesteilen erfolgreich, in denen persisch (bzw. tadschikisch) gesprochen wird, während Ghani und Rassoul ihre Mehrheiten in den paschtunischen (und turkmenischen) Gebieten gewannen.
Am 14. Juni 2014 fand eine Stichwahl zwischen den beiden bestplatzierten Bewerbern Abdullah Abdullah und Aschraf Ghani statt. Von den ausgeschiedenen 25 Kandidaten der ersten Wahlrunde sprachen sich Zalmai Rassoul, Abdul Rasul Sayyaf und Gul Agha Sherzai für Abdullah aus.
In der Stichwahl erreichte Aschraf Ghani überraschenderweise die Mehrheit, obwohl er in der ersten Wahlrunde noch 13 Prozentpunkte hinter Abdullah gelegen hatte. Das Wahlergebnis wurde von den Anhängern Abdullahs angefochten, die von Wahlbetrug sprachen und drohten, die Wahl nicht anzuerkennen. Daraufhin kam es am 12. Juli 2014 unter Vermittlung des US-amerikanischen Außenministers John Kerry zu einer Übereinkunft, nach der die Stimmen des zweiten Wahlgangs erneut ausgezählt werden sollten. Sowohl Abdullah als auch Aschraf Ghani willigten darauf ein. Es sei ein starkes Zeichen dafür, dass beide Kandidaten den Wunsch hätten die Legitimität des Prozesses und der afghanischen Demokratie wiederherzustellen, sagte John Kerry. Am 21. September wurde schließlich Ghani offiziell zum Sieger der Wahl erklärt, ohne dass genaue Zahlen über das Ergebnis der Stimmen-Neuauszählung bekanntgegeben wurden. Zugleich wurde ein Abkommen zwischen den beiden Kontrahenten bekannt, nachdem das Amt des Ministerpräsidenten mit einem Vertrauensmann Abdullahs besetzt werden soll. Abdullah hatte für seine Person dieses Amt abgelehnt.
Am 26. September 2014 wurde das endgültige Wahlergebnis veröffentlicht, wonach Aschraf Ghani mit 55,27 Prozent der Stimmen zum neuen Staatschef gewählt wurde.

### Gesamtergebnis
| Kandidat                    | Partei                       | Erste Runde | Erste Runde | Zweite Runde | Zweite Runde |
| Kandidat                    | Partei                       | Stimmen     | %           | Stimmen      | %            |
| --------------------------- | ---------------------------- | ----------- | ----------- | ------------ | ------------ |
| Aschraf Ghani               | Unabhängiger                 | 2.084.547   | 31,56       | 4.485.888    | 56,44        |
| Abdullah Abdullah           | Nationale Koalition          | 2.972.141   | 45,00       | 3.461.639    | 43,56        |
| Zalmay Rassoul              | Unabhängiger                 | 750.997     | 11,37       |              |              |
| Abdul Rasul Sayyaf          | Islamische Dawa-Organisation | 465.207     | 7,04        |              |              |
| Qutbuddin Hilal             | Unabhängiger                 | 181.827     | 2,75        |              |              |
| Gul Agha Schersai           | Unabhängiger                 | 103.636     | 1,57        |              |              |
| Mohammad Daud Sultanzoy     | Unabhängiger                 | 30.685      | 0,46        |              |              |
| Hedayat Amin Arsala         | Unabhängiger                 | 15.506      | 0,23        |              |              |
| Ungültige/leere Stimmzettel | Ungültige/leere Stimmzettel  |             | –           |              | –            |
| Gesamt                      | Gesamt                       | 6.604.546   | 100         | 7.947.527    | 100          |
| Wahlbeteiligung             |                              |             |             |              |              |
| Quelle: IEC                 |                              |             |             |              |              |

### Ergebnisse des ersten Wahlgangs nach Provinzen
Die folgende Tabelle zeigt die endgültigen Ergebnisse des ersten Wahlgangs nach Kandidaten und Provinzen. Relative oder absolute Mehrheiten sind farbig markiert.
| Erster Wahlgang | Erster Wahlgang | Erster Wahlgang | Erster Wahlgang | Erster Wahlgang | Erster Wahlgang | Erster Wahlgang | Erster Wahlgang     | Erster Wahlgang     | Erster Wahlgang         | Erster Wahlgang         | Erster Wahlgang   | Erster Wahlgang   | Erster Wahlgang    | Erster Wahlgang    | Erster Wahlgang | Erster Wahlgang |
| Provinz         | Ergebnisse für  | Ergebnisse für  | Ergebnisse für  | Ergebnisse für  | Ergebnisse für  | Ergebnisse für  | Ergebnisse für      | Ergebnisse für      | Ergebnisse für          | Ergebnisse für          | Ergebnisse für    | Ergebnisse für    | Ergebnisse für     | Ergebnisse für     | Ergebnisse für  | Ergebnisse für  |
| Provinz         | Abdullah        | Abdullah        | Aschraf Ghani   | Aschraf Ghani   | Qutbuddin Hilal | Qutbuddin Hilal | Hedayat Amin Arsala | Hedayat Amin Arsala | Mohammad Daud Sultanzoy | Mohammad Daud Sultanzoy | Gul Agha Schersai | Gul Agha Schersai | Abdul Rasul Sayyaf | Abdul Rasul Sayyaf | Zalmay Rassoul  | Zalmay Rassoul  |
| Provinz         | Zahl            | %               | Zahl            | %               | Zahl            | %               | Zahl                | %                   | Zahl                    | %                       | Zahl              | %                 | Zahl               | %                  | Zahl            | %               |
| --------------- | --------------- | --------------- | --------------- | --------------- | --------------- | --------------- | ------------------- | ------------------- | ----------------------- | ----------------------- | ----------------- | ----------------- | ------------------ | ------------------ | --------------- | --------------- |
| Kabul           | 389584          | 49,62           | 248220          | 31,62           | 14408           | 1,84            | 1466                | 0,19                | 3530                    | 0,45                    | 3962              | 0,50              | 59107              | 7,53               | 64811           | 8,26            |
| Kapisa          | 52544           | 78,81           | 2745            | 4,12            | 3363            | 5,04            | 136                 | 0,20                | 204                     | 0,31                    | 108               | 0,16              | 3825               | 5,74               | 3745            | 5,62            |
| Parwan          | 107478          | 71,80           | 8395            | 5,61            | 7268            | 4,86            | 165                 | 0,11                | 1001                    | 0,67                    | 388               | 0,26              | 9191               | 6,14               | 15815           | 10,56           |
| Wardak          | 36253           | 36,37           | 15064           | 15,11           | 5010            | 5,03            | 369                 | 0,37                | 592                     | 0,59                    | 1147              | 1,15              | 24559              | 24,64              | 16692           | 16,74           |
| Lugar           | 6169            | 18,65           | 20953           | 63,35           | 876             | 2,65            | 76                  | 0,23                | 297                     | 0,90                    | 183               | 0,55              | 3721               | 11,25              | 798             | 2,41            |
| Ghazni          | 194264          | 54,01           | 68328           | 19,00           | 6183            | 1,72            | 595                 | 0,17                | 1763                    | 0,49                    | 5250              | 1,46              | 22540              | 6,27               | 60784           | 16,90           |
| Paktika         | 19097           | 10,55           | 118089          | 65,21           | 9841            | 5,43            | 167                 | 0,09                | 392                     | 0,22                    | 1196              | 0,66              | 5630               | 3,11               | 26667           | 14,73           |
| Paktia          | 13610           | 5,37            | 157826          | 62,32           | 25545           | 10,09           | 261                 | 0,10                | 737                     | 0,29                    | 1495              | 0,59              | 34847              | 13,76              | 18913           | 7,47            |
| Chost           | 4040            | 3,57            | 83691           | 74,01           | 13479           | 11,92           | 265                 | 0,23                | 145                     | 0,13                    | 200               | 0,18              | 2648               | 2,34               | 8615            | 7,62            |
| Nangarhar       | 63689           | 19,00           | 200409          | 59,80           | 16408           | 4,90            | 876                 | 0,26                | 1032                    | 0,31                    | 3433              | 1,02              | 24041              | 7,17               | 25247           | 7,53            |
| Kunar           | 13257           | 12,35           | 69545           | 64,76           | 4256            | 3,96            | 383                 | 0,36                | 409                     | 0,38                    | 210               | 0,20              | 7416               | 6,91               | 11910           | 11,09           |
| Laghman         | 8495            | 10,40           | 40673           | 49,82           | 16221           | 19,87           | 74                  | 0,09                | 134                     | 0,16                    | 320               | 0,39              | 8096               | 9,92               | 7634            | 9,35            |
| Nuristan        | 23234           | 37,64           | 9001            | 14,58           | 3809            | 6,17            | 36                  | 0,06                | 48                      | 0,08                    | 158               | 0,26              | 17858              | 28,93              | 7585            | 12,29           |
| Badachschan     | 191260          | 64,85           | 42548           | 14,43           | 5864            | 1,99            | 472                 | 0,16                | 999                     | 0,34                    | 212               | 0,07              | 25537              | 8,66               | 28044           | 9,51            |
| Tachar          | 159375          | 50,35           | 121100          | 38,25           | 4494            | 1,42            | 1003                | 0,32                | 1832                    | 0,58                    | 649               | 0,21              | 12063              | 3,81               | 16049           | 5,07            |
| Baglan          | 152560          | 60,14           | 51953           | 20,48           | 7560            | 2,98            | 374                 | 0,15                | 904                     | 0,36                    | 1917              | 0,76              | 10033              | 3,95               | 28380           | 11,19           |
| Kundus          | 100413          | 47,05           | 80893           | 37,91           | 5262            | 2,47            | 671                 | 0,31                | 1252                    | 0,59                    | 1423              | 0,67              | 12272              | 5,75               | 11223           | 5,26            |
| Samangan        | 86845           | 61,33           | 37632           | 26,58           | 899             | 0,63            | 482                 | 0,34                | 991                     | 0,70                    | 309               | 0,22              | 3612               | 2,55               | 10822           | 7,64            |
| Balch           | 238582          | 60,92           | 109694          | 28,01           | 2073            | 0,53            | 904                 | 0,23                | 2196                    | 0,56                    | 1597              | 0,41              | 4512               | 1,15               | 32060           | 8,19            |
| Dschuzdschan    | 29375           | 19,94           | 101985          | 69,23           | 736             | 0,50            | 760                 | 0,52                | 846                     | 0,57                    | 557               | 0,38              | 3020               | 2,05               | 10029           | 6,81            |
| Sar‐i Pul       | 74711           | 50,41           | 57097           | 38,53           | 826             | 0,56            | 373                 | 0,25                | 672                     | 0,45                    | 1933              | 1,30              | 3472               | 2,34               | 9113            | 6,15            |
| Faryab          | 77633           | 29,31           | 173225          | 65,39           | 605             | 0,23            | 381                 | 0,14                | 708                     | 0,27                    | 1573              | 0,59              | 4277               | 1,61               | 6508            | 2,46            |
| Badghis         | 86620           | 67,52           | 12577           | 9,80            | 3970            | 3,09            | 340                 | 0,27                | 671                     | 0,52                    | 479               | 0,37              | 16657              | 12,98              | 6983            | 5,44            |
| Herat           | 301364          | 61,15           | 54618           | 11,08           | 3170            | 0,64            | 851                 | 0,17                | 2573                    | 0,52                    | 6129              | 1,24              | 67892              | 13,78              | 56254           | 11,41           |
| Farah           | 18029           | 31,78           | 22708           | 40,03           | 908             | 1,60            | 231                 | 0,41                | 444                     | 0,78                    | 919               | 1,62              | 6016               | 10,60              | 7474            | 13,17           |
| Nimrus          | 9674            | 20,88           | 15562           | 33,59           | 930             | 2,01            | 285                 | 0,62                | 437                     | 0,94                    | 777               | 1,68              | 4550               | 9,82               | 14109           | 30,46           |
| Helmand         | 17905           | 17,29           | 34110           | 32,94           | 4308            | 4,16            | 604                 | 0,58                | 762                     | 0,74                    | 13447             | 12,98             | 3980               | 3,84               | 28442           | 27,46           |
| Kandahar        | 26500           | 10,61           | 34698           | 13,90           | 6981            | 2,80            | 1215                | 0,49                | 1373                    | 0,55                    | 40004             | 16,02             | 4175               | 1,67               | 134720          | 53,96           |
| Zabul           | 3856            | 18,93           | 7782            | 38,19           | 2034            | 9,98            | 258                 | 1,27                | 291                     | 1,43                    | 751               | 3,69              | 1023               | 5,02               | 4380            | 21,50           |
| Urusgan         | 5317            | 23,80           | 6022            | 26,95           | 1205            | 5,39            | 180                 | 0,81                | 317                     | 1,42                    | 3335              | 14,93             | 637                | 2,85               | 5332            | 23,86           |
| Ghor            | 180446          | 59,51           | 39698           | 13,09           | 2591            | 0,85            | 307                 | 0,10                | 959                     | 0,32                    | 3520              | 1,16              | 48565              | 16,02              | 27111           | 8,94            |
| Bamiyan         | 113324          | 67,93           | 18427           | 11,05           | 359             | 0,22            | 561                 | 0,34                | 1007                    | 0,60                    | 4735              | 2,84              | 7695               | 4,61               | 20720           | 12,42           |
| Panjshir        | 37925           | 87,29           | 166             | 0,38            | 115             | 0,26            | 15                  | 0,03                | 141                     | 0,32                    | 21                | 0,05              | 946                | 2,18               | 4118            | 9,48            |
| Daikondi        | 128713          | 75,05           | 19113           | 11,14           | 270             | 0,16            | 370                 | 0,22                | 1026                    | 0,60                    | 1299              | 0,76              | 794                | 0,46               | 19910           | 11,61           |

### Ergebnisse des zweiten Wahlgangs nach Provinzen
Die folgende Tabelle zeigt die vorläufigen Ergebnisse des zweiten Wahlgangs vor Neuauszählung der Stimmen. Das Ergebnis wurde von den Anhängern Abdullah Abdullahs nicht anerkannt, so dass eine Neuauszählung der Stimmen erfolgte. Ein detailliertes Ergebnis der neu ausgezählten Stimmen wurde bisher durch die afghanische Wahlkommission nicht bekannt gegeben, lediglich die Bestätigung, dass Aschraf Ghani die Stimmenmehrheit erreicht hätte.

Vorläufige Ergebnisse der Stichwahl:

| Zweiter Wahlgang (erste Stimmenauszählung) | Zweiter Wahlgang (erste Stimmenauszählung) | Zweiter Wahlgang (erste Stimmenauszählung) | Zweiter Wahlgang (erste Stimmenauszählung) | Zweiter Wahlgang (erste Stimmenauszählung) | Zweiter Wahlgang (erste Stimmenauszählung) |
| Provinz                                    | Ergebnisse für                             | Ergebnisse für                             | Ergebnisse für                             | Ergebnisse für                             | Gesamt                                     |
| Provinz                                    | Abdullah Abdullah                          | Abdullah Abdullah                          | Aschraf Ghani                              | Aschraf Ghani                              | Gesamt                                     |
| Provinz                                    | Stimmen                                    | Prozent                                    | Stimmen                                    | Prozent                                    | Gesamt                                     |
| ------------------------------------------ | ------------------------------------------ | ------------------------------------------ | ------------------------------------------ | ------------------------------------------ | ------------------------------------------ |
| Kabul                                      | 422.269                                    | 48,2                                       | 454.296                                    | 51,8                                       | 876.565                                    |
| Kapisa                                     | 74.364                                     | 87,4                                       | 10.756                                     | 12,6                                       | 85.120                                     |
| Parwan                                     | 124.287                                    | 86,1                                       | 20.044                                     | 13,9                                       | 144.331                                    |
| Wardak                                     | 49.281                                     | 20,9                                       | 186.382                                    | 79,1                                       | 235.663                                    |
| Lugar                                      | 8.722                                      | 9,2                                        | 86.567                                     | 90,8                                       | 95.289                                     |
| Ghazni                                     | 181.791                                    | 58,5                                       | 129.146                                    | 41,5                                       | 310.937                                    |
| Paktika                                    | 47.389                                     | 11,7                                       | 357.173                                    | 88,3                                       | 404.562                                    |
| Paktia                                     | 26.960                                     | 8,1                                        | 307.445                                    | 91,9                                       | 334.405                                    |
| Chost                                      | 11.628                                     | 2,9                                        | 388.532                                    | 97,1                                       | 400.160                                    |
| Nangarhar                                  | 91.738                                     | 22,4                                       | 318.348                                    | 77,6                                       | 410.086                                    |
| Kunar                                      | 25.521                                     | 12,0                                       | 186.697                                    | 88,0                                       | 212.218                                    |
| Laghman                                    | 16.986                                     | 14,2                                       | 102.556                                    | 85,8                                       | 119.542                                    |
| Nuristan                                   | 57.193                                     | 70,7                                       | 23.722                                     | 29,3                                       | 80.915                                     |
| Badachschan                                | 247.637                                    | 79,3                                       | 64.578                                     | 20,7                                       | 312.215                                    |
| Tachar                                     | 160.218                                    | 52,2                                       | 146.648                                    | 47,8                                       | 306.866                                    |
| Baglan                                     | 212.223                                    | 55,2                                       | 172.317                                    | 44,8                                       | 384.540                                    |
| Kunduz                                     | 81.375                                     | 42,4                                       | 110.742                                    | 57,6                                       | 192.117                                    |
| Samangan                                   | 89.141                                     | 63,2                                       | 51.962                                     | 36,8                                       | 141.103                                    |
| Balch                                      | 224.506                                    | 63,1                                       | 131.259                                    | 36,9                                       | 355.765                                    |
| Dschuzdschan                               | 25.179                                     | 19,3                                       | 104.957                                    | 80,7                                       | 130.136                                    |
| Sar‐i Pul                                  | 62.117                                     | 53,3                                       | 70.830                                     | 46,7                                       | 132.947                                    |
| Faryab                                     | 113.228                                    | 34,2                                       | 217.895                                    | 65,8                                       | 331.123                                    |
| Badghis                                    | 88.650                                     | 65,5                                       | 46.702                                     | 34,5                                       | 135.352                                    |
| Herat                                      | 325.843                                    | 63,6                                       | 186.118                                    | 36,4                                       | 511.961                                    |
| Farah                                      | 40.133                                     | 53,2                                       | 35.252                                     | 46,8                                       | 75.385                                     |
| Nimrus                                     | 10.970                                     | 34,7                                       | 20.668                                     | 65,3                                       | 31.638                                     |
| Helmand                                    | 18.083                                     | 30,6                                       | 40.943                                     | 69,6                                       | 59.026                                     |
| Kandahar                                   | 51.186                                     | 16,0                                       | 268.946                                    | 84,0                                       | 320.132                                    |
| Zabul                                      | 4.446                                      | 7,4                                        | 55.408                                     | 92,6                                       | 59.854                                     |
| Urusgan                                    | 6.709                                      | 32,5                                       | 13.922                                     | 65,5                                       | 20.631                                     |
| Ghor                                       | 238.303                                    | 72,5                                       | 90.491                                     | 27,5                                       | 328.794                                    |
| Bamiyan                                    | 126.570                                    | 75,6                                       | 40.758                                     | 24,4                                       | 167.328                                    |
| Panjshir                                   | 60.214                                     | 93,6                                       | 4.085                                      | 6,4                                        | 64.299                                     |
| Daikondi                                   | 136.779                                    | 77,5                                       | 39.743                                     | 22,0                                       | 176.522                                    |
| Gesamt                                     | 3.461.639                                  | 43,56                                      | 4.485.888                                  | 56,44                                      | 7.947.527                                  |